# المغرب في الألعاب الأولمبية الشتوية 1984
نافس المغرب في دورة الألعاب الأولمبية الشتوية 1984 التي أقيمت في سراييفو في يوغسلافيا. تكون الفريق المغربي من أربع لاعبين، نافسوا في مسابقة التزلج على المنحدرات الثلجية.